# رود أتكينسون
رود أتكينسون (بالإنجليزية: Rod Atkinson)‏ هو جندي وسياسي أسترالي، ولد في 7 أغسطس 1948 بأديلايد في أستراليا. حزبياً، نشط في الحزب الليبرالي الأسترالي. وقد انتخب عضو مجلس النواب الأسترالي عن دائرة Division of Isaacs ‏ (24 مارس 1990 – 2 مارس 1996).